# 奈良県道266号奈良西の京斑鳩自転車道線
奈良県道266号奈良西の京斑鳩自転車道線（なら にしのきょう いかるが じてんしゃどうせん）は、奈良県奈良市東向中町を起点とし、大和郡山市を経て生駒郡斑鳩町の法隆寺へ至る一般県道、及び自転車道である。
通称(愛称)は、奈良自転車道（ならじてんしゃどう）。

## 概要

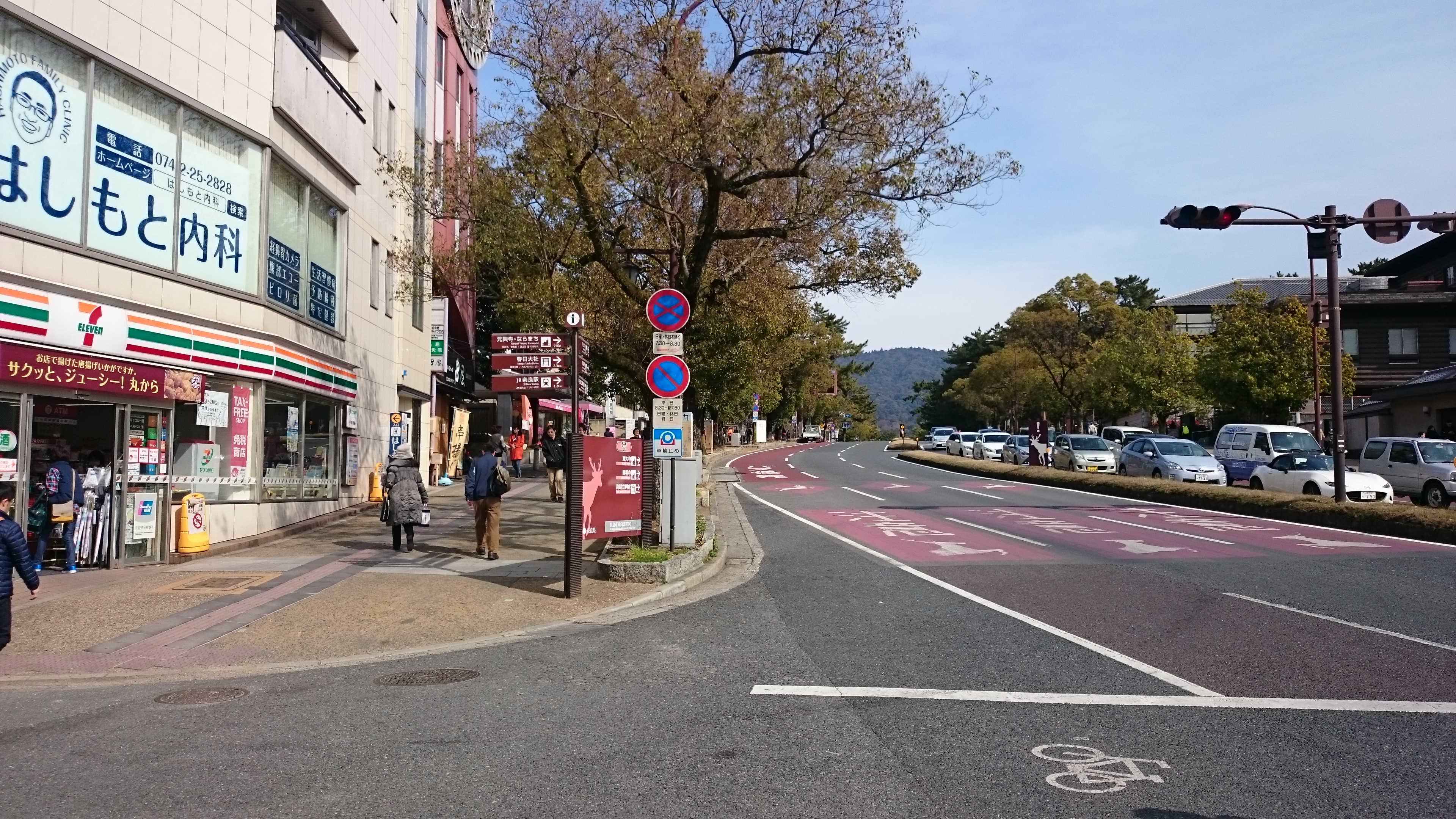
奈良県道266号 奈良自転車道の起点付近。（近鉄奈良駅前） 起点を示す標識はない

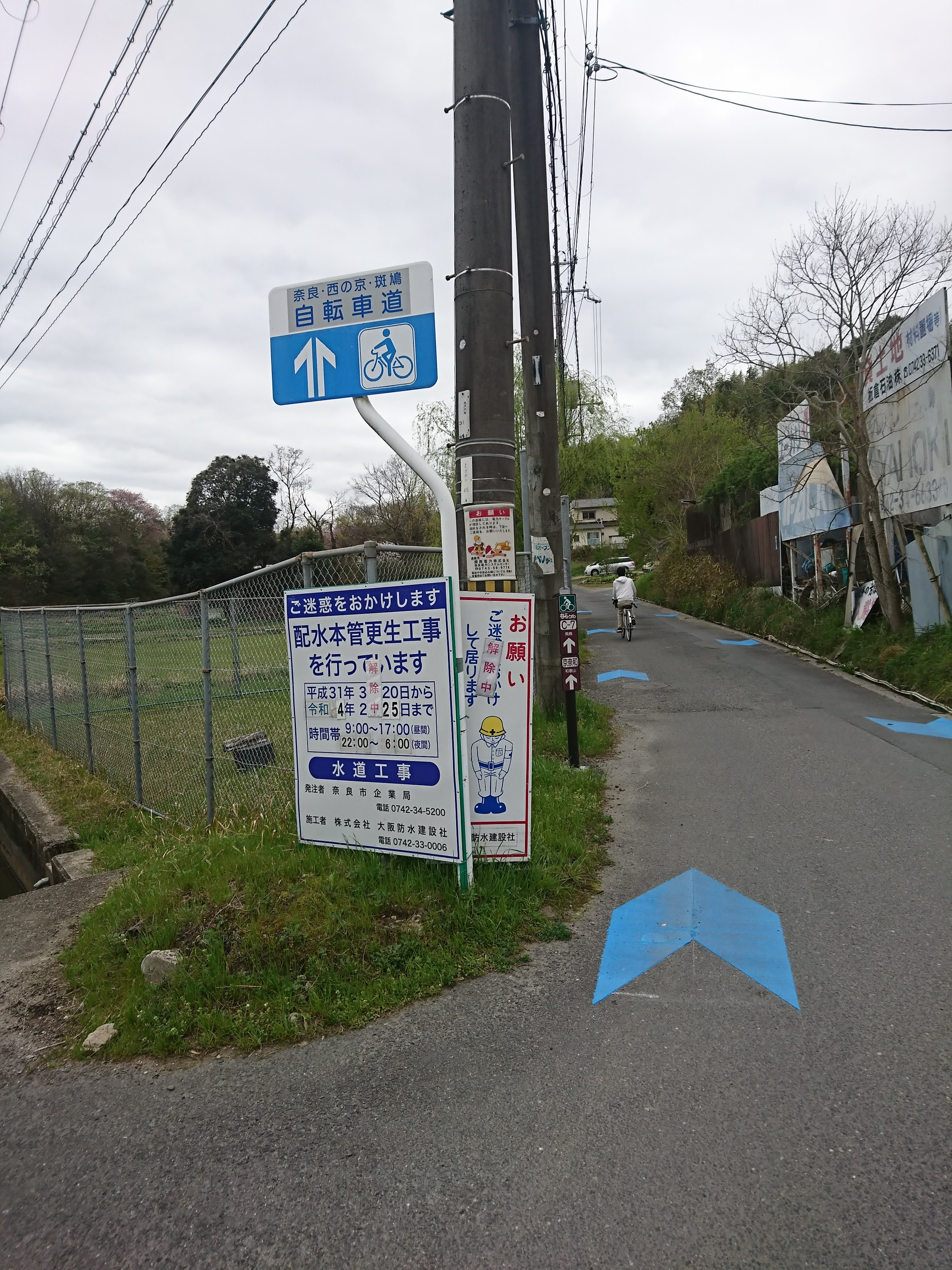
京奈和自転車道と奈良自転車道の重複区間起点近く

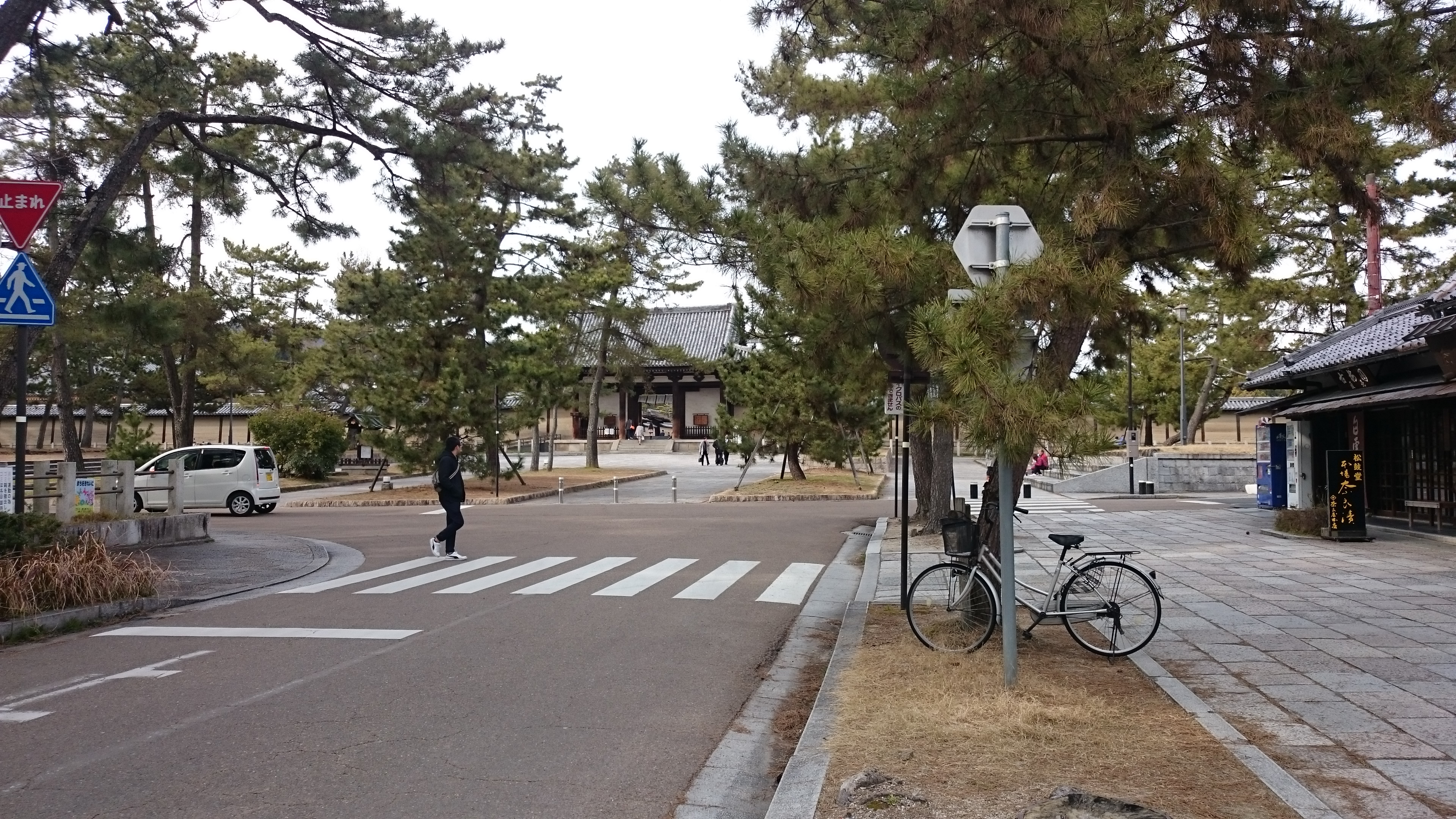
奈良県道266号 奈良自転車道の終点付近。（法隆寺南大門の前） 終点を示す標識はない

近鉄奈良駅前から南西の方向に在る法隆寺を目指すルートであるが、
起点から東の奈良公園・北部の古墳群・平城宮跡を巡ってから秋篠川・大和郡山市・富雄川沿いを南進、その後  矢田丘陵沿いに南西に進み法隆寺に至る。

### 路線データ
- 起点 ：奈良県奈良市東向中町（近鉄奈良駅前）[1] 北緯34度41分4.2秒 東経135度49分43.9秒
- 終点 ：奈良県生駒郡斑鳩町法隆寺[1] 北緯34度36分43.6秒 東経135度44分5.3秒
- 主な経由地 ：大和郡山市
- 路線延長 ：約22キロメートル
- 着工 ：1974(昭和49)年度[1]
- 完成 ：1983(昭和58)年度[1]

### 整備状況
自転車・歩行者専用に作られた区間は、秋篠川・富雄川沿いを省いて多くは無く、市街地を多く通るため一般道（車道および歩道）との共用区間が多い自転車道である。
自転車道を示す標識は、起点・終点側  共に見当たらず、一般道から自転車道が始まる。
起点側は、県庁駐車場を過ぎた東側に初めて奈良自転車道の案内板があり、終点側は法隆寺iセンター付近に奈良県内の自転車道の案内板がある。
奈良県では、平成22年12月に「奈良県自転車利用促進計画」を策定し  (愛称)ならクル「C7 せんとの道ルート」や「C9 法隆寺ルート」の一部として再整備が進んでいる。

## 沿線

### ルート
近鉄奈良駅前から東の奈良公園を通り、奈良市北部の平城古墳群を抜けて平城宮跡へ。
平城宮跡内の区間の2016年現在は、『奈良まほろばサイク∞リング』(愛称)ならクルマップ「C7せんとの道ルート」の一部として、奈良自転車道の一部が再整備されつつある。
平城宮跡を抜けて秋篠川を南進すると、西の京地区の唐招提寺や薬師寺といった寺院・名跡を仰いで大和郡山市へ入る、郡山城の北側を周回し慈光院まで富雄川を南進する。（真っ直ぐ富雄川沿いを南進すると飛鳥葛城自転車道 となる。）
富雄川から離れ西へ進み矢田丘陵の南縁沿いのやや勾配の多い区間を通り抜けると斑鳩町に入る。
法起寺や法輪寺のそばを通り、天満池を半周する。そして法隆寺東大門・南大門の前に至る。
（南大門前の道を南下すると法隆寺iセンターに至る。）
国道24号のアンダーパスから、秋篠川沿いの区間にかけては、奈良県道280号大和青垣吉野川自転車道線(京奈和自転車道)の一部として再整備が進んでいる。

### 主な接続路線
奈良県みどりをつなぐウォーキングマップを参照。

### 沿線施設
- 近鉄奈良駅
- 奈良県庁
- 興福寺
- 奈良公園
- 東大寺転害門
- 奈良市鴻ノ池陸上競技場
- コナベ古墳
- 平城宮跡
- 唐招提寺
- 薬師寺
- やまと郡山城ホール
- 郡山城趾
- 慈光院
- 法起寺
- 中宮寺
- 法隆寺

### 接続する自転車道 及び サイクリングルート
- ならクル  C 1 上ツ道ルート（奈良公園→橿原神宮）
- ならクル  T 2 柳生街道ルート（奈良公園→柳生）
- 京奈和自転車道
- ならクル  C 7 せんとの道ルート（奈良→飛鳥）
- ならクル  C11 秋篠ルート（平城宮跡→富雄）
- ならクル  C 2 三条ルート（ならまち→中町）
- ならクル  C 4 九条ルート（帯解神社→大和郡山）
- ならクル  C13 富雄川ルート（生駒→大和郡山）
- 飛鳥葛城自転車道
- ならクル  C 9 法隆寺ルート（大和小泉駅→法隆寺駅）
- ならクル  C 6 藤ノ木ルート（法隆寺→竜田公園）